# Acacia confusa
Espèce
Acacia confusa est une espèce de plantes à fleurs de la famille des Fabacées. C'est un arbre originaire d'Asie du Sud-Est et qui a été importé à Hawaï et Hispaniola.

## Description
C'est un arbre qui peut atteindre jusqu'à 15 m de hauteur.

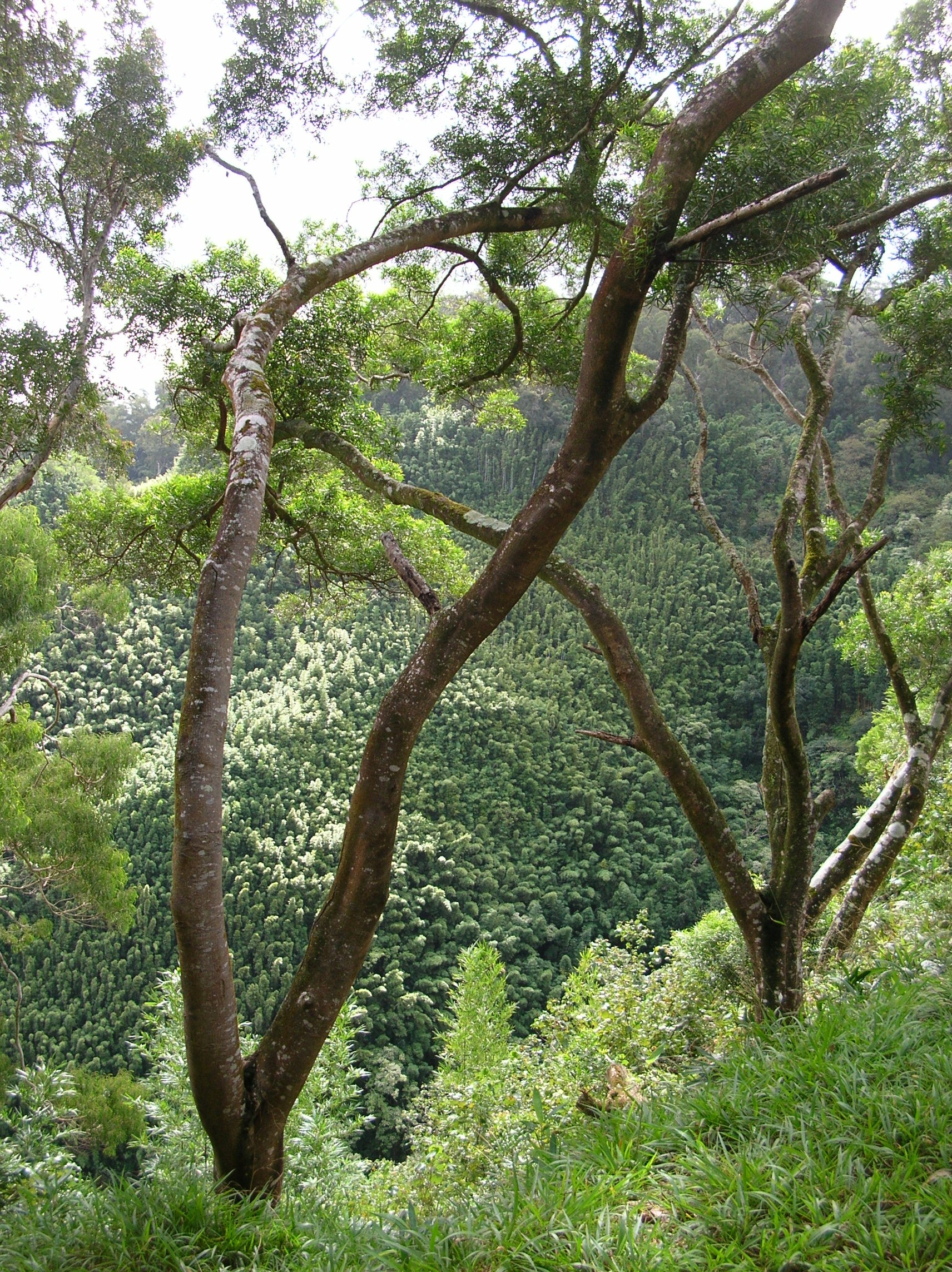
habitat.